# Haplophthalmus abbreviatus
Haplophthalmus abbreviatus là một loài động vật giáp xác trong họ Trichoniscidae.

## Phân loài
- H. a. aenariensis
- H. a. abbreviatus